# Ishikawa Yumi
Ishikawa Yumi (石川 優実 Thạch Xuyên Ưu Thực, sinh ngày 1 tháng 1 năm 1987) là một nữ diễn viên, người mẫu, và nhà văn Nhật Bản. Cô chính là người sáng lập phong trào KuToo. Năm 2019, cô được đưa vào danh sách 100 Phụ nữ của BBC.

## Xuất thân
Sinh ngày 1 tháng 1 năm 1987 tại Komaki, tỉnh Aichi, Ishikawa lớn lên ở Tajimi, tỉnh Gifu.

## Sự nghiệp
Năm 2004, Ishikawa bắt đầu sự nghiệp với tư cách là một thần tượng áo tắm. Cô đã phát hành hơn 30 đĩa DVD ảnh  và giành chiến thắng trong cuộc thi Cream Girl. Cô bắt đầu diễn xuất vào năm 2008. Năm 2014, cô tham gia đóng phim Onna no Ana. Cô cũng xuất hiện trong các bộ phim như Yuwaku wa Arashi no Yoru ni và Itsuka no Natsu.

## Phong trào KuToo
Tháng 1 năm 2019, Ishikawa đã viết đơn khiếu nại về yêu cầu đi giày cao gót tại nơi làm việc, được chia sẻ gần 30.000 lần trên Twitter. Cô đưa ra một kiến nghị trực tuyến nhằm kêu gọi một đạo luật cấm các nhà tuyển dụng buộc phụ nữ phải đi giày cao gót. Tên gọi của phong trào KuToo bắt nguồn từ các từ tiếng Nhật giày (kutsu) và đau đớn (kutsū), cũng như phong trào Me Too. Tháng 6 năm 2019, Ishikawa đã đệ trình kiến nghị lên Bộ Y tế, Lao động và Phúc lợi.

## Công nhận
Tháng 10 năm 2019, Ishikawa được đưa vào danh sách 100 Phụ nữ hàng năm của BBC.

## Đóng phim

### Phim truyện
- Onna no Ana (2014)
- Yuwaku wa Arashi no Yoru ni (2016)
- Itsuka no Natsu (2018)

## Sách
- #KuToo (2019) ISBN 9784768458686

### Sách ảnh
- Act.1 (2014) ISBN 9784812489239
- Watashi no Naka no Akuma (2015) ISBN 9784801905740